# Kevin Møller
Kevin Kam Møller (født 20. juni 1989 i Løgumkloster) er en dansk håndboldspiller, der spiller som målvogter for SG Flensburg-Handewitt og for det danske herrelandshold. Han har tidligere spillet for GOG Håndbold og FC Barcelona Handbol.
Han fik debut på landsholdet i juni 2015. I 2021 var han med til at vinde VM i Egypten.